# 劉庭芥
劉庭芥（1550年—？），字介徵，號肖華，福建漳州府漳浦縣人，軍籍，明朝政治人物。

## 生平
萬曆四年（1576年）丙子科福建鄉試第十六名舉人，與從弟劉庭蕙、胞弟劉庭蘭同榜。萬曆五年（1580年）中式丁丑科會試第九十一名，殿試二甲第四名。授南京戶部主事，歷员外郎、郎中，升廉州府知府，官至浙江紹興府知府。

## 家族
曾祖劉渫；祖父劉居易，字是安，号省斋；父劉祥鸞，戶部主事。母沈氏，贈安人。重慶下。從弟劉庭蕙（貢士），弟劉庭蘭（貢士）、劉庭萱、劉庭苘、劉庭荊。